# Steven Irwin
Steven Irwin (Liverpool, 1990. szeptember 29.) angol labdarúgó.

## Pályafutása

### Liverpool FC
Játszott a 2006-os Manchester United elleni Ifjúsági FA-kupa döntőjében.

### SC Telstar
Felnőtt debütálását a holland SC Telstar csapatánál érte el a 2011–12-es szezonban.

### FF Jaro
2012-ben a finn FF Jaro együtteséhez igazolt.